# Rote Speikobra
Die Rote Speikobra (Naja pallida) zählt innerhalb der Familie der Giftnattern (Elapidae) zur Gattung der Echten Kobras (Naja).

## Merkmale

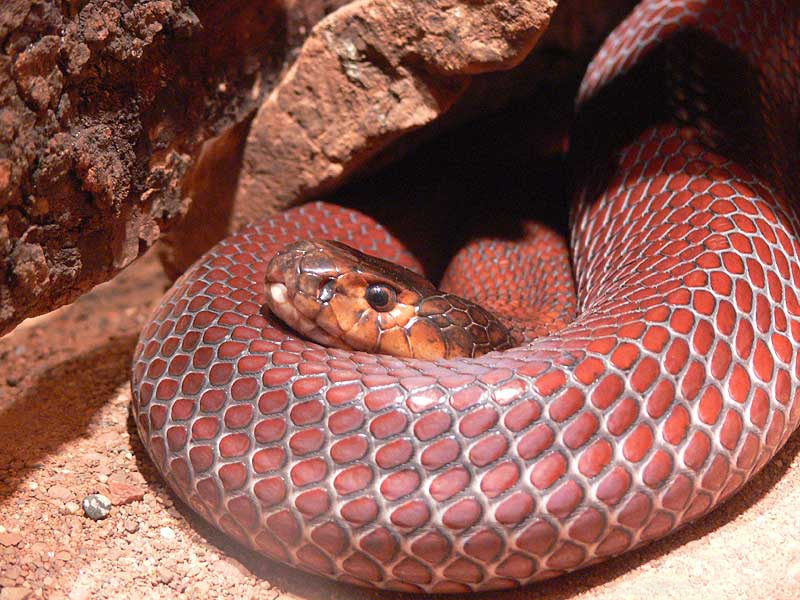
Nahaufnahme

Die 80–130 cm lange Art ist entweder lachsfarbig bis korallenrot oder weist eine braune Färbung mit einem breiten schwarzen Band im Halsbereich auf. Sie besitzt einen kleinen, abgerundeten Kopf und große Augen mit runden Pupillen; unter den Augen sind schwarze Markierungen vorhanden, die an Tränen erinnern.

## Verbreitung und Lebensraum
Die Rote Speikobra kommt ausschließlich im Osten Afrikas vor. Sie bevorzugt trockene Savannen und Halbwüsten. Rötliche Exemplare sind hauptsächlich in den Halbwüsten Kenias und des Sudan zu finden, wo die Erde häufig rot gefärbt ist. In Ägypten vorkommende Exemplare sind dagegen meist braun; sie bevorzugen Sümpfe.

## Lebensweise
Sie ist hauptsächlich nachtaktiv, wobei Jungtiere oft auch tagaktiv sind. Sie jagt vor allem kleine Säugetiere, außerdem Vögel und frisst auch andere Schlangen. Auch Kannibalismus ist nicht selten.

## Verteidigung und Speien
Bei Gefahr richtet die Kobra ihren Hals auf und präsentiert ihren Halsschild. Wenn sich der Gegner dadurch nicht beeindrucken lässt, öffnet sie ihr Maul, um ihm aus bis zu 3 m Entfernung ihr Gift ins Gesicht, besonders in die Augen, zu speien. Das Gift wird durch die nach vorn gerichteten Öffnungen der kurzen Giftzähne herausgespritzt. Dies geschieht durch Kontraktion eines Muskels, welcher Druck auf die Giftdrüse ausübt. Die in älterer Literatur zu findende Beschreibung, das Gift würde durch den Luftstrom beim Ausatmen vorangetrieben, entspricht nicht den Tatsachen. Die Schlange geht dabei mit erstaunlicher Präzision vor und trifft ihr Ziel fast immer. Aufgrund der Schnelligkeit ihrer Attacke gelingt es ihren Opfern selten, auszuweichen.

## Gift
Das Gift dieser Arten hat einen hohen Anteil gewebezerstörender Substanzen. Bisse, die den im gleichen Gebiet vorkommenden Puffottern zugeschrieben werden, sind zum Teil durch diese Kobras verursacht worden. Gelangt Gift in die Augen, führt dies zu starken Schmerzen und kann bei mangelhafter Versorgung zu vorübergehender bis anhaltender Blindheit führen.
Ihr Gift ist aber in der Regel nicht tödlich für einen ausgewachsenen und gesunden Menschen; gebissene Menschen erholen sich gewöhnlich rasch wieder.

## Systematik
Als nächste Verwandte der Roten Speikobra gilt die Nubische Speikobra (Naja nubiae).